# Hôtel de Ponthergé
L'hôtel de Ponthergé est une demeure qui se dresse dans le centre de la commune française de Carentan, dans le département de la Manche, en région Normandie.

## Localisation
Le bâtiment est situé dans le centre-ville de Carentan, au no 47 rue Sébline, à 300 m l'ouest de l'église Notre-Dame, dans le département français de la Manche.

## Description
Le porche avec porte piétonne et porte charretière présente quelques analogies avec celui du manoir des Maires à Saint-Sauveur-le-Vicomte.

## Protection
La double porte Renaissance du XVIe siècle est inscrite au titre des monuments historiques par arrêté du 5 novembre 1927.